# Utetes natalicus
Utetes natalicus är en stekelart som först beskrevs av Fischer 1971.  Utetes natalicus ingår i släktet Utetes och familjen bracksteklar. Inga underarter finns listade i Catalogue of Life.